# Ларус Гудмундссон
Заголовок цієї статті — це ісландське ім'я, де Ларус — особове ім'я, а Гудмундссон — ім'я по батькові. 
Ларус Гудмундссон (ісл. Lárus Guðmundsson, нар. 12 грудня 1961) — ісландський футболіст, що грав на позиції нападника, зокрема за німецькі «Баєр Юрдінген» та «Кайзерслаутерн», а також національну збірну Ісландії.
Володар Кубка Німеччини. 

## Клубна кар'єра
Народився 12 грудня 1961 року. Вихованець футбольної школи клубу «Вікінгур». Дорослу футбольну кар'єру розпочав 1978 року в основній команді того ж клубу, в якій провів чотири сезони. 
Згодом з 1982 по 1985 рік грав у Бельгії за «Ватерсхей Тор», звідки перебрався до німецького «Баєр Юрдінген». 1985 року допоміг цій команді здобути перший у її історії національний трофей — Кубок Німеччини.
1987 року перейшов до «Кайзерслаутерна», за який протягом сезону взяв участь у семи іграх Бундесліги, після чого завершив професійну кар'єру футболіста.

## Виступи за збірну
1980 року дебютував в офіційних матчах у складі національної збірної Ісландії.
Загалом протягом кар'єри у національній команді, яка тривала 8 років, провів у її формі 17 матчів, забивши 3 голи.

## Титули і досягнення
- Володар Кубка Німеччини (1):

«Баєр Юрдінген»: 1984-1985